# پل الوار
پل اِلوار (به فرانسوی: Paul Éluard) با نام اصلی اوژِن امیل پل گرَندِل (به فرانسوی: Eugène-Émile-Paul Grindel) (زاده ۱۴ دسامبر ۱۸۹۵ – درگذشته ۱۸ نوامبر ۱۹۵۲) شاعر، نویسنده، سیاستمدار و مبارز فرانسوی بود. او از رهبران جنبش سوررئالیسم بین سال‌های ۱۹۱۹ تا ۱۹۳۸ و همچنین یکی از مؤسسان دفتر مطالعات سوررئالیستی در سال ۱۹۲۴ بود. الوار در ۲۷ ماه مه سال ۱۹۲۶ تا ۱۹۳۳ به حزب کمونیست پیوست، مدتی از مبارزه دست کشید و در سال ۱۹۴۲ تقاضای عضویت مجدد در حزب را کرد. فعالیت این حزب در آن دوران، غیر قانونی اعلام شده بود.

## زندگی
پل الوار ساعت ۱۱ صبح روز ۱۴ دسامبر سال ۱۸۹۵ در سن-دنی، بلوار ۴۶ شَتودَن (بلوار ژولُ-گِد کنونی) در شمال پاریس زاده شد. پدرش کلمان اوژِن گرَندِل، هنگامیکه پل به دنیا آمد حسابدار بود ولی پس از سال ۱۹۰۰، دفتر آژانس املاک گشود و مادرش ژان ماری کوزَن به حرفۀ دوزندگی می‌پرداخت. وی در ۱۵ سالگی به علت ابتلا به سل مجبور شد تحصیل را رها کند و برای استراحت به مدت یکسال و نیم به کوهستانهای سوئیس سفر کند. او در آن جا دختری روسی به نام گالا را ملاقات کرد و از ارزوها و امیدهایش برایش گفت او به گالا گفت که علیرغم مخالفت خانواده اش بسیار میل دارد تا شاعر شود. گالا برایش نوشت: «تو شاعر بزرگی خواهی شد.». مدت‌ها این گونه کنار هم سپری کردند و گالا رؤیاها و ارزوهای پل الوار را قوت بخشید. پس از بهبودی و بازگشت به پاریس برای اولین بار چند قطعه از اشعار خود را در مجلات مختلف ادبی فرانسه به چاپ رساند. گالا و الوار پس از مدتی دوری و با وجود مخالفت خانواده‌هایشان با هم ازدواج کردند. در سال ۱۹۱۴ به خدمت نظام احضار شد و در بخش پرستاری انجام وظیفه کرد، در ۱۹۱۷ اولین دفتر شعر خود را به نام وظیفه و نگرانی (le Devoir et l'Inquiétude) و یک سال بعد در ۱۹۱۸ دومین دفتر شعرش با عنوان اشعار برای صلح (Poèmes pour la paix) را به چاپ رسانید.
الوار پس از پایان جنگ، با آندره برتون، لوئی آراگون و فیلیپ سوپو آشنا شد و با شرکت آنان بیانیه شعر سوررئالیستی فرانسه را امضا کرد و جنبش ادبی سورئالیسم را پایه‌گذاری کرد. پایه‌گذار این آشنایی همسر پل، گالا بود و در وارد شدن پل به این مسیر نقش بسزایی داشت.
با مجموعه‌های جانوران و آدمیزادگانشان (les Animaux et leurs hommes) (۱۹۲۰)، نیازهای زندگی و نتایج رؤیاها (les Nécessités de la vie et les Conséquences des rêves) (۱۹۲۱)، به عنوان یکی از شاعران نامدار سورئالیسم شناخته شد.
در سال ۱۹۲۴ پس از جدایی از همسرش (گالا) که برایش ضربه روحی بسیار سختی به‌شمار می‌رفت سفری را به دور دنیا آغاز کرد. هفت ماه گریز به کشورهای محروم آسیای شرقی (اقیانوسیه، استرالیا، هندوچین، سیلان، جزایر آنتیل، پاناما، مالزی، هند، زلاند نو)؛ سرانجام دوستانش او را در سنگاپور یافتند. در بازگشت آثاری را انتشار داد که همه از لحنی هیجان‌انگیز و پرشور خبر می‌داد. از آن جمله مرگ از نمردن، چشمان پرثمر و مجموعه پایتخت اندوه ۱۹۲۶ که از شاهکارهای الوار است. دربارهٔ این کتاب منتقدان گفته‌اند: همین کتاب کافیست تا الوار نماینده شعر نو فرانسه باشد. الوار از جمله اولین کسانی بود که از مزایای شعر ناهشیارانه و تفاوت آن با اشعار هشیارانه سخن گفت و شعر را ناشی از حالت خودکار مغز آمیخته با اوهام (تخیل) دانست. او از شاعران ردیف اول مکتب سوررئالیسم بود و سبک شخصی خاصی در این مکتب به وجود آورد که او را در میان همه هنرمندان به چهره‌ای محبوب و ممتاز بدل کرد.
از سال ۱۹۲۷ با کمونیست‌ها رابطه داشت و در همین سال بود که در بحبوحه اشغال فرانسه توسط آلمان قطعه آزادی را سرود. بنا به گفته شخص شاعر، در ابتدا این شعر، صرفاً عاشقانه بوده و وی این شعر را در مورد زنی که او را دوست داشته سروده‌است. اما به مرور شاعر به این حقیقت دست می‌یابد که این شعر نمی‌تواند صرفاً مختص یک «انسان» باشد بلکه متعلق به همه انسانهاست.
الوار در سال ۱۹۴۲ در حین اشغال فرانسه و در رابطه با جنبش ملی مقاومت، رسماً وارد حزب کمونیست فرانسه شد. پل الوار پیش از عضویت در حزب کمونیست، در سال ۱۹۳۰ در کنگره انترناسیونال دوم نویسندگان انقلابی جهان در شوروی شرکت نموده بود. او بعد از جنگ جهانی دوم به دلیل اشعار اجتماعی و فعالیت‌های سوسیالیستی مشهور شد؛ البته بدون اینکه مطیع حزب کمونیست شود. در همین سال‌ها بود که در جنگهای داخلی اسپانیا شرکت کرد و به عنوان شاعری که شعر را از بعد شخصی به بعد اجتماعی و مردمی کشاند شناخته شد. همچنین به مبارزات مخفیانه علیه اشغالگران نازی می‌پردازد. مجموعه‌های «شعر و حقیقت ۱۹۴۲» «شایستگان زیستن ۱۹۴۴» و «در وعده گاه آلمانی ۱۹۴۴» در چنین حال و هوایی منتشر شدند؛ که از مهم‌ترین اشعار سیاسی و رزمی دوره مقاومت به‌شمار می‌آیند. در سال ۱۹۴۸ از پیکاسو و الوار برای عضویت در «کنگره صلح» در لهستان دعوت به عمل آمد. در ژوئن همین سال الوار «اشعار سیاسی» را با مقدمه‌ای از لوئی آراگون انتشار داد. وی «ققنوس» را در آخرین سال زندگی خویش (۱۹۵۲) سرود.

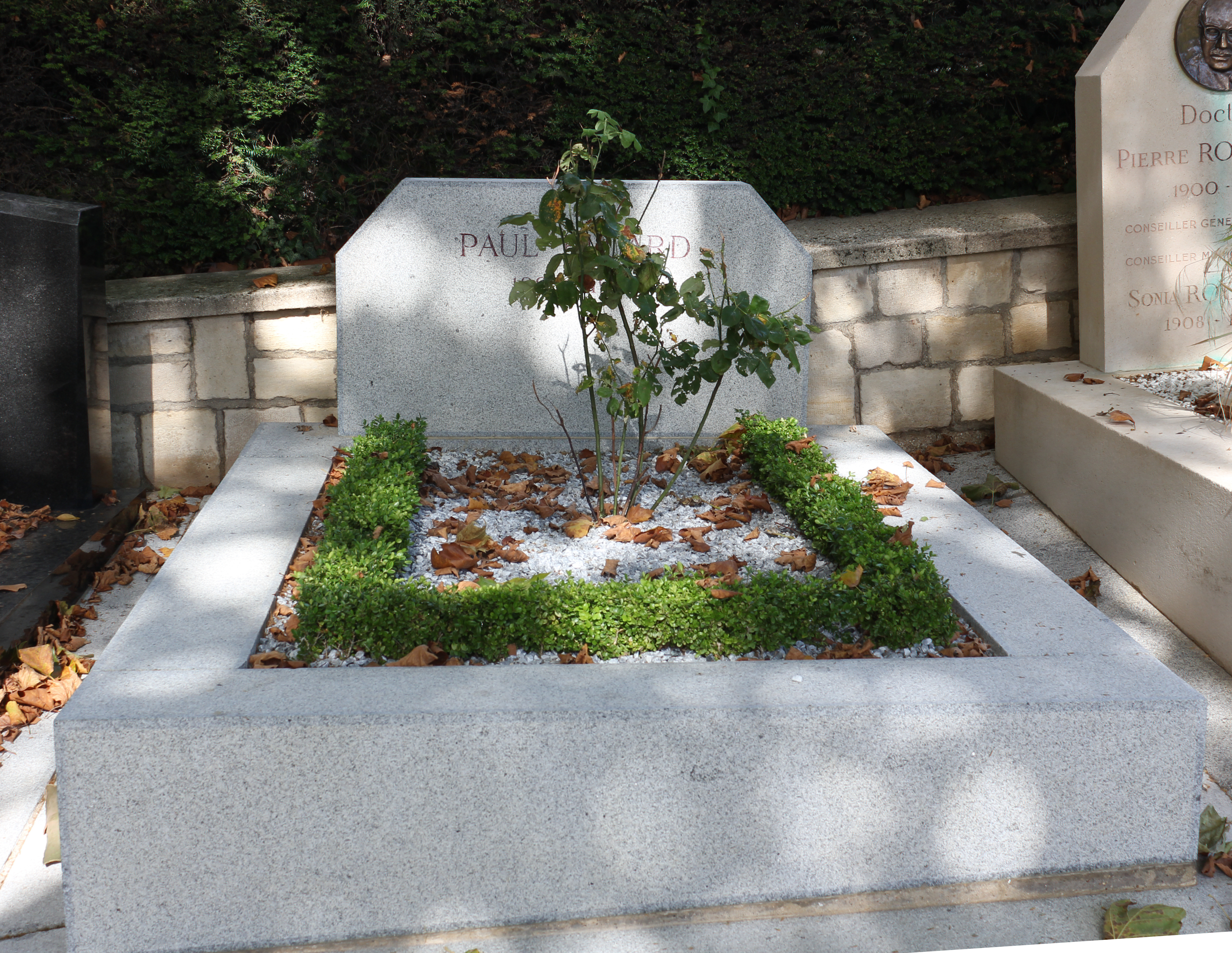

و در آخر باید گفت که پل الوار بیش از دیگران شعر بین دو جنگ جهانی در فرانسه را تحت تأثیر خود قرار داده‌است. اشعار الوار در عین اینکه دستمایه اجتماعی و سیاسی دارند، اغلب رنگی از عشق و عاطفه دارند همچنین در اشعار او نشانه از سبک تمام شاعران سوررئالیست دیده می‌شود. شعر او به علت محتوای انسان‌دوستانه و توصیف احساسات عمیق و پرشور، تأثیری عمیق روی تمام قشرها خلق گذاشت و بدین ترتیب او بهترین شاعر نسل خود شد. شعر الوار: کوتاه، فشرده، و مخاطبه‌ای، است. تجربه‌های شرکت او درجنگ داخلی اسپانیا و سایر حوادث زمان، باعث شدند که او همیشه برای محرومان و آزادیخواهان موضعگیری نماید.
الوار، سه‌شنبه ۱۸ نوامبر ۱۹۵۲، ساعت ۹ صبح در خانه‌اش واقع در خیابان گراوِل (شرانتون-لو-پون شماره‌ ۵۲)  به دلیل انفارکتوس قلبی، دیده از جهان فروبست و در آرامگاه پرلاشز به خاک سپرده شد.

## آثار
- Premiers poèmes - ۱۹۱۳.

اشعار نخستین به نام پل اوژن گرندل، انتشار در تاریخ ۱ دسامبر ۱۹۱۳
- Le Devoir et l’inquiétude - ۱۹۱۷.

وظیفه و نگرانی،
انتشار در تاریخ ۳۱ ژوئیه ۱۹۱۷
- Poèmes pour la paix - ۱۹۱۸.

اشعاری برای صلح،
انتشار در تاریخ ژوئیه ۱۹۱۸
- Répétitions - ۱۹۲۲.

مکررات،
تاریخ انتشار در ۱۸ مارس ۱۹۲۲
- Les Malheurs des immortels, with Max Ernst - ۱۹۲۲.

تیره‌بختی فناناپذیران با همکاری ماکس ارنست،
انتشار در تاریخ ۲۵ ژوئن ۱۹۲۲
- Mourir de ne pas mourir - ۱۹۲۴.

مردن از نمردن،
انتشار در تاریخ ۲۵ مارس ۱۹۲۴
- ۱۵۲ proverbes mis au goût du jour, به همراه بنژامَن پره - ۱۹۲۵.

۱۵۲ ضرب‌المثل باب سلیقه روز با همکاری بنژامَن پره،
انتشار در تاریخ ژانویه ۱۹۲۵ 
- Capitale de la douleur - ۱۹۲۶.

پایتخت درد،
انتشار در تاریخ ۸ سپتامبر ۱۹۲۶
- Les Dessous d’une vie ou la pyramide humaine - ۱۹۲۶.

زوایای پنهان زندگی یا هرم انسانی، انتشار در تاریخ ۱۲ دسامبر ۱۹۲۶
- L’Amour la poésie - ۱۹۲۹.

عشق شعر، انتشار در تاریخ ۱۹ مارس ۱۹۲۹
- A toute épreuve - ۱۹۳۰.

پایدار، انتشار در تاریخ ۱۵ اکتبر ۱۹۳۰
- La Vie immédiate - ۱۹۳۲.

زندگی بی‌واسطه، انتشار در تاریخ ۲۵ ژوئن ۱۹۳۲
- La Rose publique - ۱۹۳۴.

گُل سُرخ همگان، انتشار در تاریخ دسامبر ۱۹۳۴
- Facile - ۱۹۳۵.

آسان، انتشار در تاریخ ۲۴ اکتبر ۱۹۳۵
- Nuits partagées - ۱۹۳۵.

شبهای مشترک، با دو طرح از سالوادور دالی،
انتشار در تاریخ ژوئیه ۱۹۳۵
- Les Yeux fertiles - ۱۹۳۶.

چشمهای بارور با یک پرتره و چهار تصویر از پابلو پیکاسو،
انتشار در تاریخ ۱۵ اکتبر ۱۹۳۶
- Les Mains libres، تصویرسازی توسط من ری - ۱۹۳۷.

دستهای آزاد، انتشار در تاریخ ۱۰ نوامبر ۱۹۳۷
- Cours naturel - ۱۹۳۸.

روند طبیعی، انتشار در تاریخ ۱۰ مارس ۱۹۳۸
- Chanson complète - ۱۹۳۹.

ترانه تام، انتشار در تاریخ ۶ مه ۱۹۳۹
- Donner à voir - ۱۹۳۹.

در دیدرس، انتشار در تاریخ ۳ ژوئن ۱۹۳۹
- Le Livre ouvert ۱ (۱۹۳۸–۱۹۴۰) - ۱۹۴۰.

کتابِ باز، انتشار در اکتبر ۱۹۴۰
- Sur les pentes inférieures - ۱۹۴۱.

روی شیب‌های زیرین، با مقدمه ژان پُلان و پرتره‌ای از پیکاسو،
انتشار در آوریل ۱۹۴۱
- Le Livre ouvert II (۱۹۳۹–۱۹۴۱) - ۱۹۴۲.

کتابِ باز، جلد دوم
انتشار در تاریخ آوریل ۱۹۴۱
- Poésie et vérité - ۱۹۴۲.

شعر و حقیقت ۱۹۴۲،
انتشار در پایان سپتامبر ۱۹۴۲
- La Dernière nuit - ۱۹۴۲

شب آخر، انتشار در تاریخ ۱۹۴۲
- Poésie involontaire, poésie intentionnelle (selection) - ۱۹۴۲.

شعر بی‌اختیار و شعر آگاهانه، انتشار در ژوئیه ۱۹۴۲
- Les Sept poèmes d’amour en guerre - ۱۹۴۳.

هفت چکامه عشق در رزم،
انتشار در دسامبر ۱۹۴۳
- Dignes de vivre - ۱۹۴۴.

شایستگان آزادی،
تاریخ انتشار در ۱ ژوئیه ۱۹۴۴
- Le Lit, la table - ۱۹۴۴.

تخت، میز، انتشار در ژنو، آوریل ۱۹۴۴
- Au rendez-vous allemand - ۱۹۴۴.

در وعده‌گاهِ آلمان‌ها، انتشار در تاریخ ۱۵ دسامبر ۱۹۴۴
- Pour vivre ici - ۱۹۴۴.

برای زندگی در اینجا، انتشار در سال ۱۹۴۴
- Doubles d’ombre - ۱۹۴۵.

بدل سایه، با طرح‌هایی از آندره بودَن،
انتشار در سال ۱۹۴۵
- En Avril 1944: Paris respire encore - ۱۹۴۵

در آوریل ۱۹۴۴ پاریس هنوز نفس می‌کشد.
انتشار در تاریخ ۱۵ آوریل ۱۹۴۵
- Lingères légères - ۱۹۴۵.

جامه‌دار جلف،
انتشار در تاریخ ۴ ژوئیه ۱۹۴۵
- Une longue réflexion amoureuse - ۱۹۴۵.

اندیشه بلند عاشقانه، با تصویری از نوش الوآر اثر پابلو پیکاسو،
انتشار در تاریخ ۱۷ نوامبر ۱۹۴۵
- Le Vœu - ۱۹۴۵

آرزو،
انتشار در تاریخ ۱ دسامبر ۱۹۴۵
- Poésie ininterrompue I - ۱۹۴۶.

شعر بی‌وقفه،
انتشار در تاریخ ۳ ژانویه ۱۹۴۶
- Le Dur Désir de durer - ۱۹۴۶.

میل شدید تداوم،
انتشار در تاریخ ۱۱ نوامبر ۱۹۴۶
- Corps mémorable - ۱۹۴۷.

پیکرهای به یاد ماندنی،
انتشار در نوامبر ۱۹۴۷ با نام مستعار برَن/ Brun
- Le Temps déborde - ۱۹۴۷.

زمان، لبریز می‌شود.
انتشار در تاریخ ۱۶ ژوئن ۱۹۴۷ با نام مستعار دیدیه دروش
- Poèmes politiques - ۱۹۴۸.

اشعار سیاسی، با مقدمه آراگن.
انتشار در تاریخ ۷ ژوئن ۱۹۴۸
- Voir: Poèmes, peintures, dessins - ۱۹۴۸.

دیدن،
انتشار در تاریخ ۳۰ آوریل ۱۹۴۸
- Léda - ۱۹۴۹

لِدا،
انتشار در ماه مِه ۱۹۴۹
- La Saison des amours - ۱۹۴۹

موسم عشق،
انتشار در تاریخ ۱۵ مه ۱۹۴۹
- Une leçon de morale - ۱۹۴۹.

درس اخلاق،
انتشار در تاریخ ۱۰ نوامبر ۱۹۴۹
- Pouvoir tout dire - ۱۹۵۱.

توان گفتن همه‌چیز،
انتشار در تاریخ ۲۰ فوریه ۱۹۵۱
- Le Phénix - ۱۹۵۱.

ققنوس.
انتشار در دسامبر ۱۹۵۱
- Les Sentiers et les routes de la poésie - ۱۹۵۲.

کوره‌راه‌ها و راه‌های شعر،
انتشار در سال ۱۹۵۲
- Poésie ininterrompue II - ۱۹۵۳.

شعر بی‌وقفه جلد دوم،
انتشار در سال ۱۹۵۳
- Deux poèmes, with René Char - ۱۹۶۰.

دو شعر، با رِنه شَر،
انتشار در سال ۱۹۶۰
- Derniers poèmes d’amour - ۱۹۶۶

واپسین چامه‌های عاشقانه،
انتشار در سال ۱۹۶۶
- Max Ernst: Peintures pour Paul Éluard - ۱۹۶۹.

مکس اِرنست: نگارگری‌هایی برای پل الوآر.
انتشار در سال ۱۹۶۹
- Poésies ۱۹۱۳–۱۹۲۶ - ۱۹۷۰.

چامه‌ها ۱۹۱۳ تا ۱۹۲۶.
انتشار در تاریخ ۱۹۷۰
- Poèmes de jeunesse - ۱۹۷۸.

چامه‌های جوانی.
انتشار در تاریخ ۱۹۷۸
- L’Enfant qui ne voulait pas grandir - ۱۹۸۰.

کودکی که بزرگ نمی‌شود.
انتشار در سال ۱۹۸۰

### به فارسی
محمدرضا پارسایار، احمد شاملو، محمّدعلی سپانلو، احمد کامیابی مسک و محمّدتقی غیاثی از مترجمان فارسی شعر الوار هستند.